# Slag bij de Hellespont (321 v.Chr.)
De Slag bij de Hellespont vond plaats in 321 v.Chr. tussen de legers van Krateros en Neoptolemus tegen Eumenes.

## Achtergrond
De dood van Alexander de Grote in 323 v.Chr. bracht zijn rijk in een staat van politieke en militaire onrust, met zijn generaals en gouverneurs die zichzelf als onafhankelijke koningen verklaarden en als zijn 'opvolgers' (de Diadochen).
Perdikkas erfde het grootste deel van het Macedonische leger en kreeg het regentschap op zich, maar een coalitie van andere opvolgers sloten zich aan bij elkaar tegen hem. Een leger onder Krateros werd naar Azië gezonden om tegen Perdikkas en zijn bondgenoten te vechten. Perdikkas zond Eumenes en Neoptolemus met een leger naar de Hellespont om ervoor te zorgen dat Krateros Azië niet zou kunnen binnenkomen. Neoptolemus, die jaloers was op Eumenes, deserteerde echter met enkele honderden ruiters en sloot zich aan bij Krateros.

## De slag
Elke zijde had ongeveer 20.000 man infanterie maar Krateros' falanx van veteranen was sterker dan die van Eumenes. Eumenes vertrouwde op zijn cavalerie, die groter in aantal was. Beide zijden plaatsten hun falanx in het centrum en hun cavalerie op de vleugels. Krateros, die zijn rechtervleugel leidde, voerde meteen een charge uit. De falanxen raakten elkaar en een hard gevecht volgde. Ondertussen was Krateros gesneuveld en zijn cavalerie op de vlucht gejaagd. Op de andere vleugel moest Neoptolemus tegen Eumenes vechten, en in een man-tegen-man-gevecht werd Neoptolemus gedood. Krateros' infanterie, die nu omsingeld werd en zonder leider was, gaf zich over.

## Nasleep
Eumenes vroeg de verslagen Macedoniërs om zich bij hem aan te sluiten. Ze accepteerden dit voorstel, maar vertrokken in de nacht om zich terug bij Antipater aan te sluiten, die de regent van Griekenland en Macedonië was. De slag bij de Hellespont had als resultaat dat er twee gegadigden waren gedood, maar de strijd om de troon van het rijk zou nog voor 40 jaar verder gaan.